# Schule Nr. 32 (Mariupol)
Die Schule Nr. 32 (ukrainisch Школа №32) war eine Bildungseinrichtung im ukrainischen Mariupol. Sie wurde im Russisch-Ukrainischen Krieg im Jahr 2022 zerstört.

## Geschichte
Aufgrund des schnellen Wachstums von Mariupol in den 1930er Jahren wurde für die Jahre 1936 und 1937 der Neubau von 14 Schulen durch ein „Zweijahresschulprogramm“ (russisch «Школьная двухлетка») der Stadtregierung beschlossen, wovon sieben Bauwerke im Jahr 1936 umgesetzt, 1937 aber nur noch drei weitere ermöglicht wurden. Während sich die Schulen von 1936 auf den Bereich nördlich und östlich des Stadtzentrums konzentrierten, ist die 1937 fertiggestellte, heutige Schule Nr. 32 südöstlich des Zentrums zu finden. Gleich drei dieser zehn Schulen waren nahezu baugleich: die Schule Nr. 32, die Schule Nr. 36 und die Schule Nr. 40. Zudem wurden zeitgleich auch in anderen Städten Bauten – etwa die Schule Nr. 1 in Tschernihiw oder die Fachschule Nr. 134 in Charkiw – errichtet, die exakt so aufgebaut waren. Daher handelte es sich vermutlich um den Typenentwurf eines Architekten.
Im Zweiten Weltkrieg wurde die Schule als Konzentrationslager für gefangene Soldaten der Roten Armee benutzt. Diese Soldaten wurden später in den Vorort Staryi Krym gebracht, wo man die verwundeten und kranken Soldaten sterben ließ. Auf dem Schulareal selbst gab es unter den deutschen Besatzern eine Schießgrube, an deren Stelle sich seit 1968 eine Turnhalle befindet, sowie einen Folterplatz im Hof. Bei ihrem Abzug im Jahr 1943 sprengten die Deutschen die Schule in die Luft, so dass nur eine Ruine stehenblieb. Dieses Schicksal teilt das Gebäude mit dem nahen Kulturpalast der Matrosen.
Erst 1968 wurde der Wiederaufbau der Schule umgesetzt. Die bis zur Zerstörung Hafenschule Nr. 19 (russisch Портовская школа №19) genannte Schule wurde nun mit der Nr. 32 versehen, da sie mit dieser bestehenden Schule zusammengelegt wurde. In der Schule befindet sich ein Museum für die sowjetischen Soldaten.

### Zerstörung 2022
Während des russischen Überfalls auf die Ukraine kam es zur Belagerung von Mariupol, bei der die Schule im April 2022 schwer beschädigt wurde. In die Fassade wurden große Löcher gerissen, die Fenster zerstört und es entstanden Schäden an Türen und der Inneneinrichtung.